# Sejad Salihović
Sejad Salihović (Zvornik, 8. listopada 1984.) bivši je bosanskohercegovački nogometaš.

## Reprezentativna karijera

#### Pogodci za reprezentaciju
| #  | Datum             | Mjesto                                         | Protivnik   | Pogodak | Rezultat | Natjecanje                  |
| -- | ----------------- | ---------------------------------------------- | ----------- | ------- | -------- | --------------------------- |
| 1. | 6. lipnja 2009.   | Stadion Pierre de Coubertin, Cannes, Francuska | Oman        | 2:1     | 2:1      | Prijateljska utakmica       |
| 2. | 9. rujna 2009.    | Bilino polje, Zenica, Bosna i Hercegovina      | Turska      | 1:1     | 1:1      | Kvalifikacije za SP 2010.   |
| 3. | 29. svibnja 2010. | Stadion Råsunda, Solna, Švedska                | Švedska     | 1:1     | 2:4      | Prijateljska utakmica       |
| 4. | 2. rujna 2011.    | Stadion Dinamo - Juni, Minsk, Bjelorusija      | Bjelorusija | 1:0     | 2:0      | Kvalifikacije za EURO 2012. |

## Vanjske poveznice
- Profil na Transfermarktu
- Profil na Soccerwayu